# 442
| 442                |
| ------------------ |
| Dødsfald - Fødsler |
|                    |

| Gregoriansk kalender | 442 CDXLII              |
| Ab urbe condita      | 1195                    |
| Armensk kalender     | I/T                     |
| Kinesiske kalender   | 3138 – 3139 辛巳 – 壬午 |
| Etiopisk kalender    | 434 – 435               |
| Jødisk kalender      | 4202 – 4203             |
| Hindukalendere       |                         |
| - Vikram Samvat      | 497 – 498               |
| - Shaka Samvat       | 364 – 365               |
| - Kali Yuga          | 3543 – 3544             |
| Iransk kalender      | 180 BP – 179 BP         |
| Islamisk kalender    | 186 BH – 185 BH         |

## Begivenheder
- Kejser Valentinian 3. anerkender vandalernes ret til Nordafrika og slutter fred med dem.